# Antoni Viladomat i Manalt
Antoni Viladomat i Manalt   (Barcelona, 20 de març de 1678 - Barcelona, 22 de gener de 1755) fou un pintor barroc català del segle xviii.

## Biografia
Fou fill del daurador Salvador Viladomat i de Francesca Manalt. El seu pare treballava sovint amb artistes de l'època realitzant diversos retaules, pel que Viladomat va estar en contacte des de ben petit amb el món artístic. Sembla que fou deixeble del berguedà Pasqual Bailon Savall durant tretze anys. El 15 de juny del 1693 s'incorporà al taller del pintor Joan Baptista Perramon, amb qui treballà fins a obtenir el mestratge als 24 anys.
El 1698 decorà l'església dels jesuïtes de Tarragona, i el 1703 pintà la capella de Sant Pau de la Casa de la Convalescència de Barcelona. També fou autor, entre moltes altres obres, del cicle de vint pintures sobre la vida de sant Francesc d'Assís per al convent de Sant Francesc de Barcelona, actualment exposades al MNAC gràcies a un dipòsit de la Reial Acadèmia Catalana de Belles Arts de Sant Jordi.
El 1714 morí la seva mare i el 1720 es casà amb Eulàlia Esmandia i Artigues a la parròquia de Santa Maria del Pi.
Viladomat va pintar algunes de les pintures de la Capella dels Dolors de la Basílica de Santa Maria de Mataró: els quadres dels evangelistes, els apòstols i el Via Crucis.
Fins fa poc, es pensava que era l'autor de totes les pintures i la decoració mural i de la volta d'aquesta capella: Francesc Miralpeix demostra a la seva tesi doctoral que l'atribució és incorrecta i que aquestes pintures i les del retaule es deuen a altres autors, entre ells Pere Pau Montaña i d'altres. Igualment, se li havien atribuït les pintures de la Sala de Juntes de la Congregació dels Dolors, també a la basílica de Santa Maria, i que semblen totes de Joan Gallart.
Fou enterrat a la capella de la Immaculada a l'església de Santa Maria del Pi de Barcelona, al vas funerari que era propietat de la seva família, sota el mosaic d'estil romà que va fer la Companyia de Santa Teresa de Jesús. El seu sepeli, que va costar 50 lliures i 17 sous, va estar acompanyat per 17 preveres, d'escolans portant la creu i les formes sagrades, un sagristà i dels campaners, i posteriorment se li van dedicar tres oficis.
Està representat en una estàtua situada al passeig de Lluís Companys, davant del Parc de la Ciutadella de Barcelona, ciutat on s'anomenà el carrer Viladomat en honor seu. El seu retrat, obra d'Antoni Caba, fou un dels primers que s'incorporaren a la Galeria de Catalans Il·lustres (1872).
El 2011, el Centre de Restauració de Béns Mobles de la Generalitat de Catalunya va confirmar que dues obres conservades al convent de les Carmelites Descalces de Lleida havien estat pintades pel mestre.

## Obra

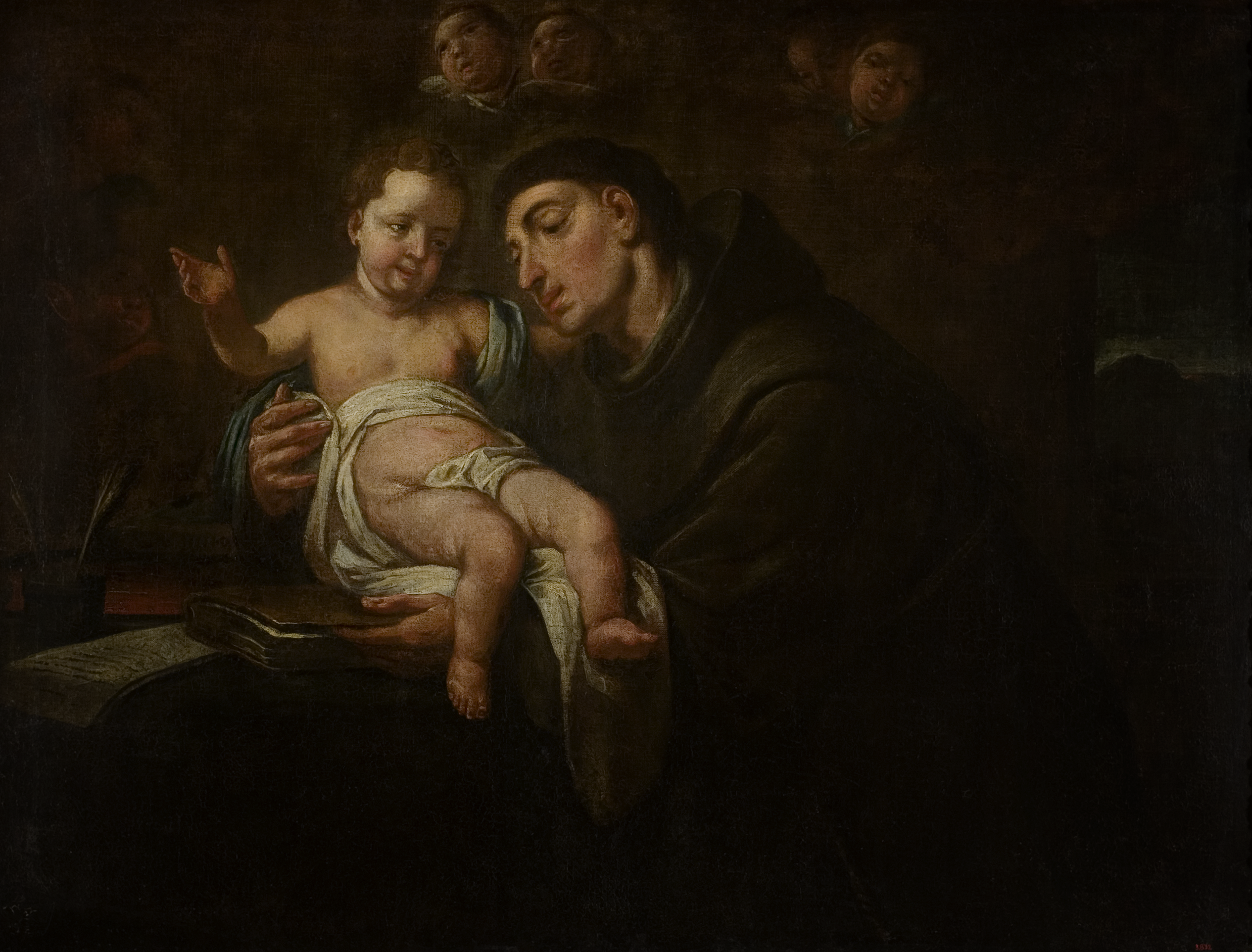
Visió de Sant Antoni de Pàdua (1720). Biblioteca Museu Víctor Balaguer

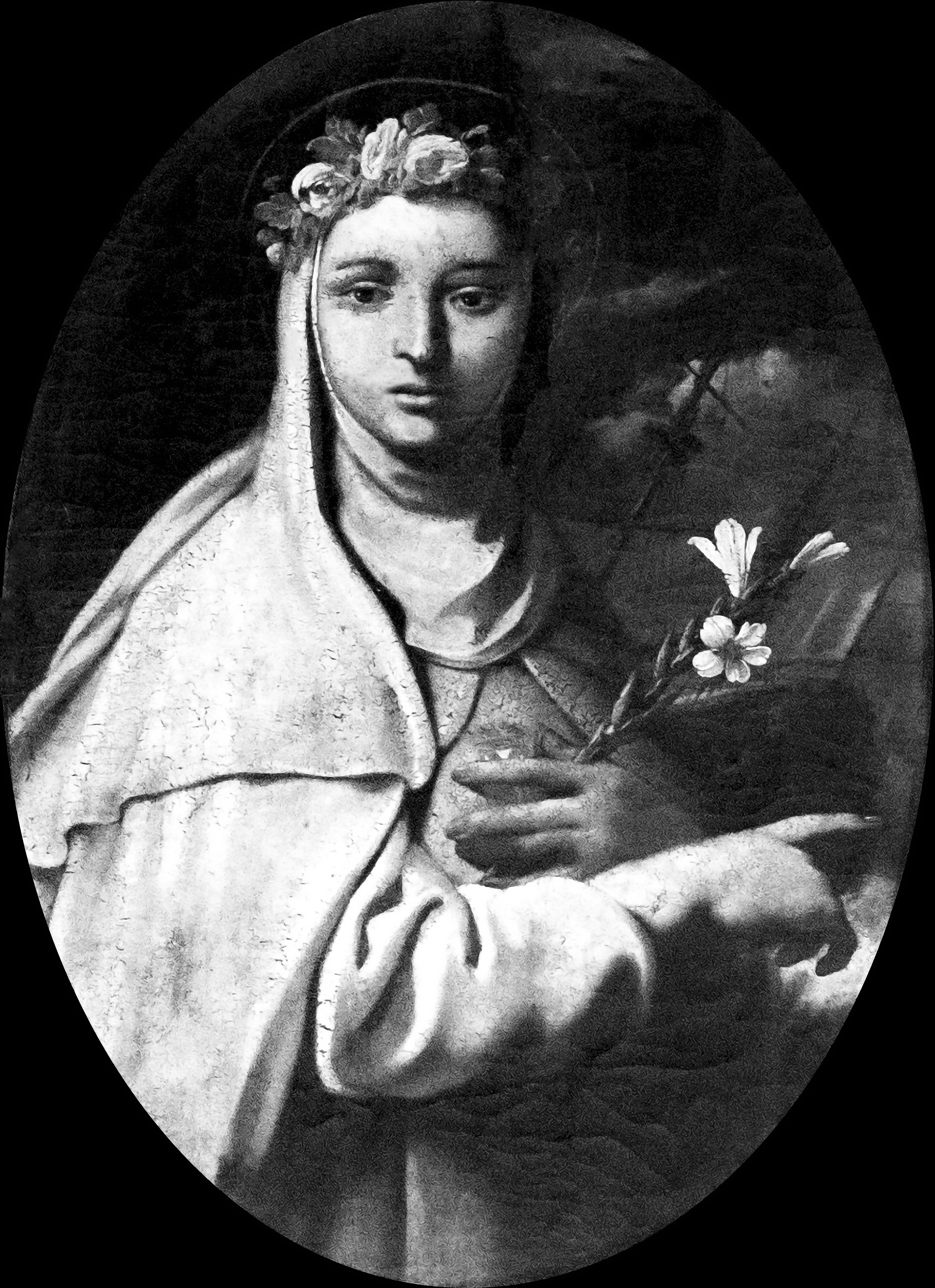
Santa Maria de Cervelló (1718-1724)

Viladomat va beure de la pintura hispànica siscentista, de les obres dels pintors Juncosa i de la renovada estètica en clau italiana introduïda per Gallart. El pintor barceloní també va aprendre d'escultors i argenters, i el seu estil serè i emotiu el va convertir en el pintor predilecte de l'església i dels ordes religiosos. Mentrestant, el seu taller va ser un espai de formació per a joves artesans que volien aprendre els rudiments de l'art del dibuix. Per poder pintar lliurement va haver de pledejar contra el Col·legi de Pintors de Barcelona en dues ocasions (1723 i 1739). Lliure d'imposicions gremials, també es va convertir en el pintor preferit de la burgesia, que li va demanar temàtiques noves que va resoldre amb creativitat i qualitat, com Les Estacions (MNAC) o La dona del ventall (Barcelona, col·lecció particular).